# Robertson Temaki
Robertson Temaki (ur. 23 września 1980) – nauruański lekkoatleta specjalizujący się w biegach sprinterskich.
W 1998 roku wystąpił na mistrzostwach Oceanii juniorów. W eliminacjach biegu na 200 metrów, które odbyły się w dniu 28 sierpnia, zajął ostatnie miejsce w swoim biegu eliminacyjnym (z czasem 25,00), a w łącznej klasyfikacji pierwszej rundy wyprzedził tylko swojego rodaka, którym był Stephen O'Dea (ponadto jeden zawodnik nie ukończył zawodów).
Największym sukcesem Temakiego był udział w Mistrzostwach Świata w Lekkoatletyce 1999 w Sewilli. Wystartował w dniu 21 sierpnia na dystansie 100 m. W swoim biegu eliminacyjnym uzyskał czas 12,14 s, przy czasie reakcji 0,157 s. Ten wynik dał mu ostatnie, siódme miejsce w biegu eliminacyjnym, wobec czego nie awansował do dalszej części eliminacji. W klasyfikacji łącznej zajął 71. miejsce na 77 zawodników.
Wystąpił na Igrzyskach Południowego Pacyfiku 1999 w stolicy Guamu, Hagåtñie. Wystartował w dniu 3 czerwca w konkurencji 100 m. W eliminacjach uzyskał czas 12,02 s, co pozwoliło mu na zajęcie ostatniego, ósmego miejsca w swoim biegu eliminacyjnym. Wynik ten nie premiował go awansem do kolejnej fazy zawodów.

## Rekord życiowy
- Bieg na 100 metrów – 11,43 (23 września 1998)[1]